# Liste der Mitglieder der American Academy of Arts and Sciences/1924
Im Jahr 1924 wählte die American Academy of Arts and Sciences 17 Personen zu ihren Mitgliedern.

## Neu gewählte Mitglieder
- Edwin Hale Abbot (1834–1927)
- Edwin Garrigues Boring (1886–1968)
- Ingersoll Bowditch (1875–1938)
- Edward Allen Boyden (1886–1976)
- James Bryant Conant (1893–1978)
- Charles Ambrose DeCourcy (1857–1924)
- Raymond Dodge (1871–1942)
- Charles Leavitt Edgar (1860–1932)
- Albert Einstein (1879–1955)
- Charles Ernest Fay (1846–1931)
- Walter Elmore Fernald (1859–1924)
- William Caspar Graustein (1888–1941)
- Paul Alphonse Heymans (1895–1960)
- Samuel Jackson Holmes (1868–1964)
- John Anthony Miller (1859–1946)
- Edward Wyllys Taylor (1866–1932)
- Claude Halstead Van Tyne (1869–1930)